# بوبنوو
بوبنوو (انگلیسی: Bubnovo) یک شهرک در بخش کوروچانسکی استان بلگورود کشور روسیه است.